# Đỏ thắm
 #DC143C 
Màu đỏ thắm (tên tiếng Anh: crimson) là màu sắc đa số người cảm nhận khi nhìn vào hình bên. Màu này đỏ sẫm có ánh xanh rất nhẹ. Thông thường, nó có thể coi là màu của máu.

## Trong phối màu in ấn, nhuộm
Màu đỏ Alizarin là chất màu được tổng hợp lần đầu tiên năm 1868 bởi các nhà hóa học người Đức Carl Gräbe và Carl Lieberman và thay thế cho các chất màu tự nhiên chiết từ rễ cây thiến thảo (một cây loại Rubia họ Rubiaceae). Màu đỏ Alizarin là một thuốc nhuộm được lấy ra từ rễ cây này bằng phèn chua. Nói chung nó không phải là một chất bền màu, khi trộn với bột son (ochre), bột màu sienna và bột màu umber.
Màu đỏ thắm, hay đỏ thẫm (carmine) đôi khi được sử dụng để chỉ thuốc nhuộm sản xuất từ xác khô của bọ yên chi cái (cochineal) mặc dù thông thường người ta vẫn gọi nó là chất màu "yên chi" từ tên của loài bọ này. Nó có lẽ được phát hiện ra trong cuộc viễn chinh của người Tây Ban Nha tới México là ông Hernán Cortés và được đem về châu Âu trong những năm đầu của thập niên 1500. Màu đỏ thẫm này lần đầu tiên được Mathioli miêu tả năm 1549.
Chất màu đỏ thẫm có thể là hỗn hợp muối nhôm và calci của axít carminic và màu carmine là màu chứa nhôm hay nhôm-thiếc của dịch chiết từ bọ yên chi, trong khi dịch màu đỏ thắm được sản xuất bằng cách trộn chất chiết của bọ yên chi với dung dịch 5 phần trăm phèn chua và kem tartar (muối kali của axít tartaric KHC4H4O6). Màu tía được sản xuất tương tự màu đỏ thẫm với sự bổ sung thêm của vôi sống để sản xuất màu tía thẫm. Thuốc nhuộm màu đỏ thẫm (carmine) có xu hướng bay màu nhanh.
Thuốc nhuộm này đã từng được đánh giá cao ở cả châu Mỹ và châu Âu. Nó được sử dụng trong các tranh của Michelangelo và trên vải áo của kỵ binh Hungary, người Thổ Nhĩ Kỳ,áo choàng đỏ của Vương quốc Anh và Cảnh sát Hoàng gia Canada.
Ngày nay thuốc nhuộm màu đỏ thẫm carmine được sử dụng trong nhuộm màu thực phẩm, y tế và mỹ phẩm cũng như trong một số sơn dầu và màu nước được các họa sĩ sử dụng.

## Sử dụng, biểu tượng
- Màu đỏ thắm (crimson) là màu truyền thống của nhiều trường đại học, trong đó có Đại học Harvard, Đại học Saint Joseph's, Đại học Alabama và Đại học Bang Washington.
  - Tờ nhật báo của trường Harvard tên là The Harvard Crimson, còn tờ nhật báo của trường Alabama là The Crimson White.
  - Các đội điền kinh của Harvard mang danh the Crimson, còn đội của trường Alabama gọi là The Crimson Tide.
  - Trường trung học duPont Manual chấp nhận màu đỏ thắm năm 1892, đội bóng bầu dục của họ gọi là the Manual Crimsons.

## Tọa độ màu
```
Số Hex
 =  #DC143C

RGB
   (r, g, b)      = (220, 20, 60)

CMYK
  (c, m, y, k)   = (14, 92, 76, 0)

HSV
 (h, s, v) =  (348, 91, 86)
```